# Francisco Marinho
Francisco das Chagas Marinho oder Marinho Chagas (* 8. Februar 1952 in Natal; † 1. Juni 2014 in João Pessoa) war ein  brasilianischer Fußballspieler.
Marinho trug 36 Mal das Trikot der brasilianischen Nationalmannschaft, darunter acht nicht offizielle Einsätze. Dabei erzielte er vier Tore. Während der Fußball-Weltmeisterschaft 1974 in Deutschland kam er auf sieben Spiele. 1975 bemühte sich der FC Schalke 04 um seine Verpflichtung. Der Transfer scheiterte jedoch am Veto des Verwaltungsrates. 1976 gewann er mit Brasilien die Copa Río Branco und das Taça do Atlântico. 1988 endete seine 20-jährige Karriere in Deutschland beim BC Harlekin Augsburg. 2014 starb er an einer gastrointestinalen Blutung. Marinho war jahrelang Alkoholiker gewesen.

## Erfolge
- 1971: Staatsmeisterschaft von Rio Grande do Norte mit ABC Natal
- 1981: Staatsmeisterschaft von São Paulo mit FC São Paulo
- Bola de Prata  (Silberner Ball): 1972, 1973, 1981 Auszeichnung verliehen von der Zeitschrift Placar für den zweitbesten brasilianischen linken Verteidiger des Jahres.
- Copa Roca: 1976 mit der brasilianischen Fußballnationalmannschaft
- Copa Río Branco: 1976 mit der brasilianischen Fußballnationalmannschaft
- Taça do Atlântico: 1976 mit der brasilianischen Fußballnationalmannschaft
- Weltmeisterschaftsvierter bei der WM 1974 in Deutschland mit der brasilianischen Fußballnationalmannschaft

## Weblink
- Francisco Marinho in der Datenbank von fussballdaten.de

| Personendaten    | Personendaten                               |
| ---------------- | ------------------------------------------- |
| NAME             | Marinho, Francisco                          |
| ALTERNATIVNAMEN  | Marinho, Francisco das Chagas (Geburtsname) |
| KURZBESCHREIBUNG | brasilianischer Fußballspieler              |
| GEBURTSDATUM     | 8. Februar 1952                             |
| GEBURTSORT       | Natal                                       |
| STERBEDATUM      | 1. Juni 2014                                |
| STERBEORT        | João Pessoa                                 |